# 天然記念物

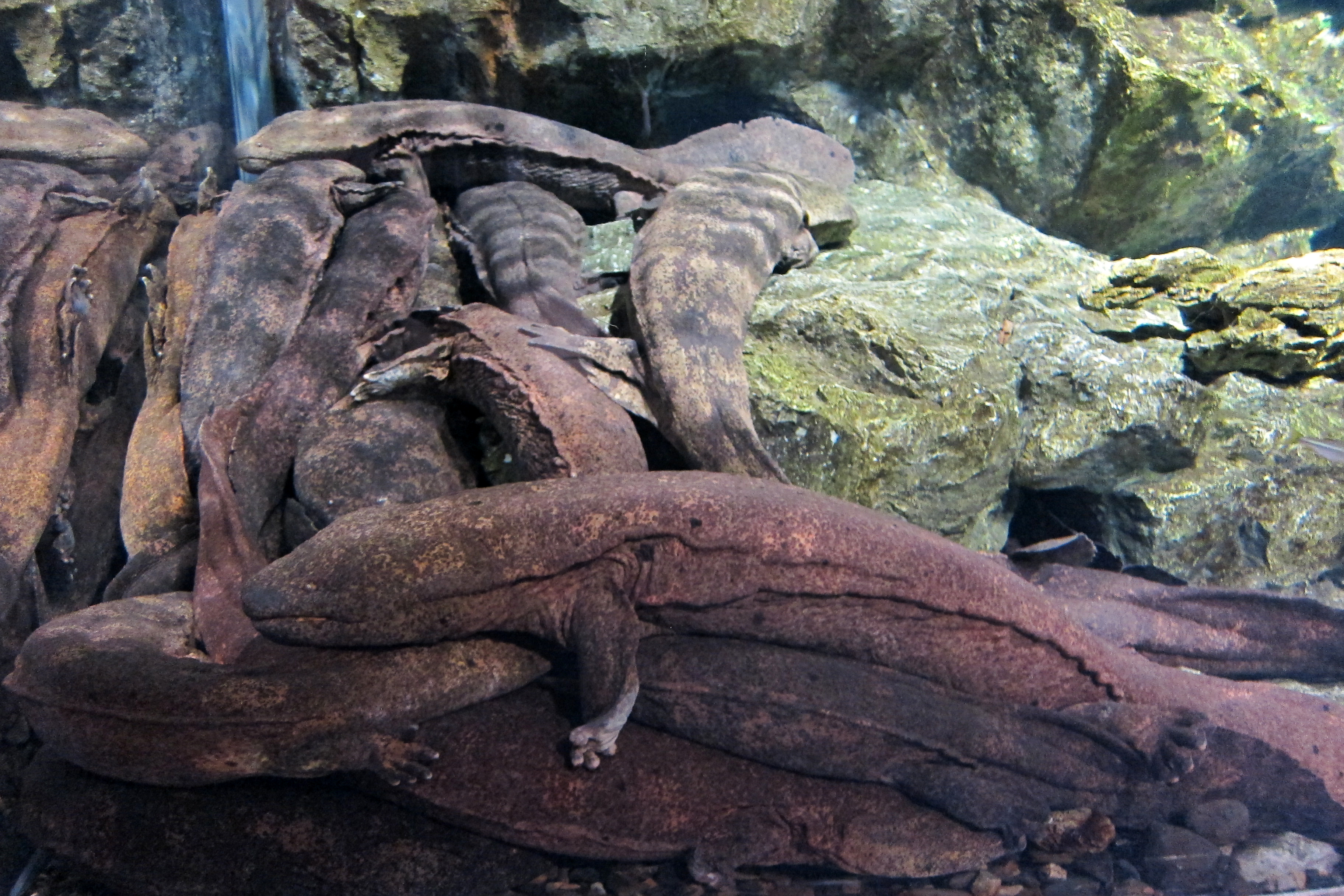
オオサンショウウオ
日本国の特別天然記念物（1952年指定）

天然記念物（てんねんきねんぶつ、英: Natural monument、独: Naturdenkmal、中: 自然纪念物）とは、動物、植物、地質・鉱物などの自然物に関する記念物である。天然記念物に対して、人間の文化活動に関する記念物を文化記念物（人文記念物、独: Kulturdenkmal）と言う。
日本においては文化財保護法や各地方自治体の文化財保護条例に基づき指定される。韓国・北朝鮮では、日本の施政下で施行された「史蹟名勝天然紀念物保存法」を基にした天然記念物の制度が定められている。ほか、天然記念物の保護思想が発展してきたドイツやアメリカ、スイス等の西欧諸国にも、生物種の指定制度はないが天然記念物の保護制度がある。

## 歴史と背景
天然記念物とその保護思想が発展した背景には、18世紀の産業革命以後の近代化に伴い自然の破壊が進んだことによる、自然保護の動きの高まりがあげられる。
天然記念物という用語は、ドイツの博物学者であるアレクサンダー・フォン・フンボルトが1800年（寛政12年）に著書の「新大陸の熱帯地方紀行」にNaturdenkmalを用いたのが初めてだとされている。フンボルトは南アメリカのベネズエラでザマン・デル・グアイル（Zamang der Guayre）と呼ばれる樹高18m、直径9m、枝張り59mの樹木に対して、「この天然記念物（Naturdenkmal）を傷つけるとこの地方では厳重に罰せられる」と記述している。またフランスの作家フランソワ＝ルネ・ド・シャトーブリアンが、1802年に著書の「ルネー（Rene）」の中でも天然記念物を用いている。当時の天然記念物について、品田（1972）は「天然記念物という用語ができたものの、保護の必要性が認識されておらず、特に一般から注目されていなかった」としている。天然記念物の保護思想は当時の自然保護運動の推進とともに発展し、1898年にプロイセン王国の衆議院においてはじめて天然記念物に相当する「自然の記念物」の保護が議会で取り上げられ、1906年に「プロイセン天然記念物保護管理研究所」の設置および「同研究所の活動原則」が定められ、公的に天然記念物という用語が使用された。その他イギリスやスイス、アメリカ合衆国等の欧米諸国でも自然保護運動の発展とともに、天然記念物の概念が発生し、保護の対象とされてきた。
日本においては、三好学（東京帝國大学教授）がNaturdenkmalを「天然記念物」という語を用いて紹介した。三好は1906年（明治39年）に論文「名木の伐滅并びに其保存の必要」で日本国内の名木の伐採状況と欧米の天然記念物の保護思想を紹介し、その翌年に論文「天然記念物保存の必要竝びに其保存策に就いて」および「自然物の保存及び保護」で天然記念物の保護・保存の必要性を説明している。三好は1915年（大正4年）に出版した著書「天然記念物」で『その土地に古来から存在し、天然のままで残っているか、あるいはほとんど人為の影響をうけないでいるもの、すなわち、天然林・天然原野または固有の地質・岩石・動物など』と天然記念物の定義を示している。1911年（明治44年）に「史蹟及名勝天然紀念物保存に関する建議案」が貴族院に提出され、1919年（大正8年）に「史蹟名勝天然紀念物保存法」が制定され、日本の天然記念物の保護行政が始まった。なお1950年（昭和25年）に同法は廃止され、文化財保護法に引き継がれた。
1933年には、日本の支配下にあった朝鮮半島や台湾でも天然記念物の保護制度が設けられ、解放後の、韓国・北朝鮮・台湾に引き継がれた。

## 日本における天然記念物
日本で単に「天然記念物」と言った場合、通常は国が指定する天然記念物を指す。国が指定する天然記念物は「文化財保護法」（1950年制定）に基づき、文部科学大臣が指定する。所管は文化庁文化財第二課。文化財保護法の前身は1919年（大正8年）に公布された「史蹟名勝天然紀念物保存法」である。
天然記念物の位置づけは、文化財保護法第2条に規定される6種の「文化財」のうち、「記念物」の下位区分3つのうちの一つである（他の2つは「史跡」と「名勝」）。
指定対象は、動物、植物、地質鉱物および「保護すべき天然記念物に富んだ代表的一定の区域」（天然保護区域）の4種である。動物の場合は生息地、繁殖地、渡来地を、植物の場合は自生地を、鉱物の場合は「特異な自然の現象の生じている土地」を指定することもできる。これらの中には、長い歴史を通じて文化的な活動により作り出された二次的な自然も含まれる。また天然記念物のうち特に重要なものは特別天然記念物に指定される。これらの指定基準は「国宝及び重要文化財指定基準並びに特別史跡名勝天然記念物及び史跡名勝天然記念物指定基準」（昭和26年文化財保護委員会告示第2号）に基づく。
日本に天然記念物の概念を紹介した三好学は、人の手が入っていないものを天然記念物としてとらえたが、上述の指定基準によれば、天然記念物の指定対象には二次植生や栽培・移植された植物、家畜（日本犬やオナガドリなど）、移入種（カササギ、ケラマジカなど）など人為的なものも含まれる。
2024年（令和6年）2月21日現在、国の天然記念物は1,040件指定されており、このうち75件が特別天然記念物に指定されている（次項参照）。

### 特徴と課題
国の天然記念物に指定されたものは、その後荒らされたり、傷つけられたりすることがないように、文化庁長官の許可がなければ、捕獲、採集、盗掘、樹木を伐採したりできないような規制がかけられる(文化財保護法・第百二十五条「現状変更等の制限及び原状回復の命令」)。また、地方自治体によって指定されたものは、条例によって規制され、天然記念物を守ることが定められている。
しかしながら、天然記念物の指定は本来文化財保護目的である文化財保護法を根拠としているため、生物や環境由来の天然記念物の保護には難点もある。たとえば天然記念物に指定されると現状変更の規制に抵触するため学術研究そのものが困難となる。また逆に、種指定を受けた天然記念物については、その生物の生育・生息環境を改変しても、それ自体は文化財たる天然記念物の現状変更には抵触しないため、種の存続を脅かしかねない開発行為などの規制には無力であることが多い。
また一方で、近年ある種類の生物のみを保護することにより、生態系のバランスを崩し自然環境のバランスを損なう結果、経済的損失や自然破壊をもたらす事が問題となっている。たとえば下北半島のニホンザル（農作物の被害）や長野県のニホンカモシカ（農林業への被害）、奈良公園の鹿（農業への被害）などがあげられる。とりわけ奈良公園の鹿は古典落語の題材（鹿政談など）になっているほどで、保護という公益が個人の人権を圧迫する場合に、どこまでバランスの支点を人よりに置くかは、古くからの行政の問題である。
長野県辰野町松尾峡の場合は、ゲンジボタル生息地として長野県天然記念物に指定された後に、町役場が観光用に他県からゲンジボタルを移入し、今も養殖を続けている（2009年現在）。その結果、移入ゲンジボタルが在来ゲンジボタルの個体数減少を引き起こしていることが問題となっている。上記のように、文化財保護法では、移入種を天然記念物に指定することも可能である。しかしながら、辰野町松尾峡の場合は、自然（在来）のゲンジボタル生息地として県天然記念物の指定を受けた後に、町役場が他県からゲンジボタルを移入したという点で問題であろう。
なお、同じく貴重な動植物の保存を目的とした法制度として「絶滅のおそれのある野生動植物の種の保存に関する法律」があるが、こちらは環境省の所管で、対象となっている種類も異なっている。
自然現象によって変化した人工物が指定されることもあり、地震動の擦痕と旧相模川橋脚は地震の影響を示す遺産として登録されている。

### 特別天然記念物
文化財保護法第109条第2項の規定により、天然記念物のうち、世界的に又は国家的に価値が特に高いもの、として特別に指定されたものを特別天然記念物という。

#### 動物

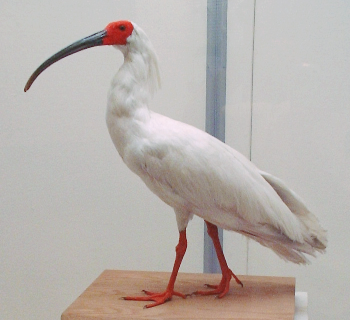
トキ

動物では、21件が特別天然記念物に指定されている。都道府県名が記載されていないものは、「地域を定めず指定された動物」である。
- カモシカ
- カワウソ
- イリオモテヤマネコ
- アマミノクロウサギ
- トキ
- コウノトリ
- タンチョウ
- アホウドリ
- カンムリワシ
- ライチョウ
- ノグチゲラ
- メグロ
- オオサンショウウオ
- 土佐のオナガドリ
- 小湊のハクチョウおよびその渡来地 : 青森県
- 鯛の浦タイ生息地 : 千葉県
- ホタルイカ群遊海面 : 富山県
- 長岡のゲンジボタルおよびその発生地 : 滋賀県
- 八代のツルおよびその渡来地 : 山口県
- 高知市のミカドアゲハおよびその生息地 : 高知県
- 鹿児島県のツルおよびその渡来地 : 鹿児島県

#### 植物

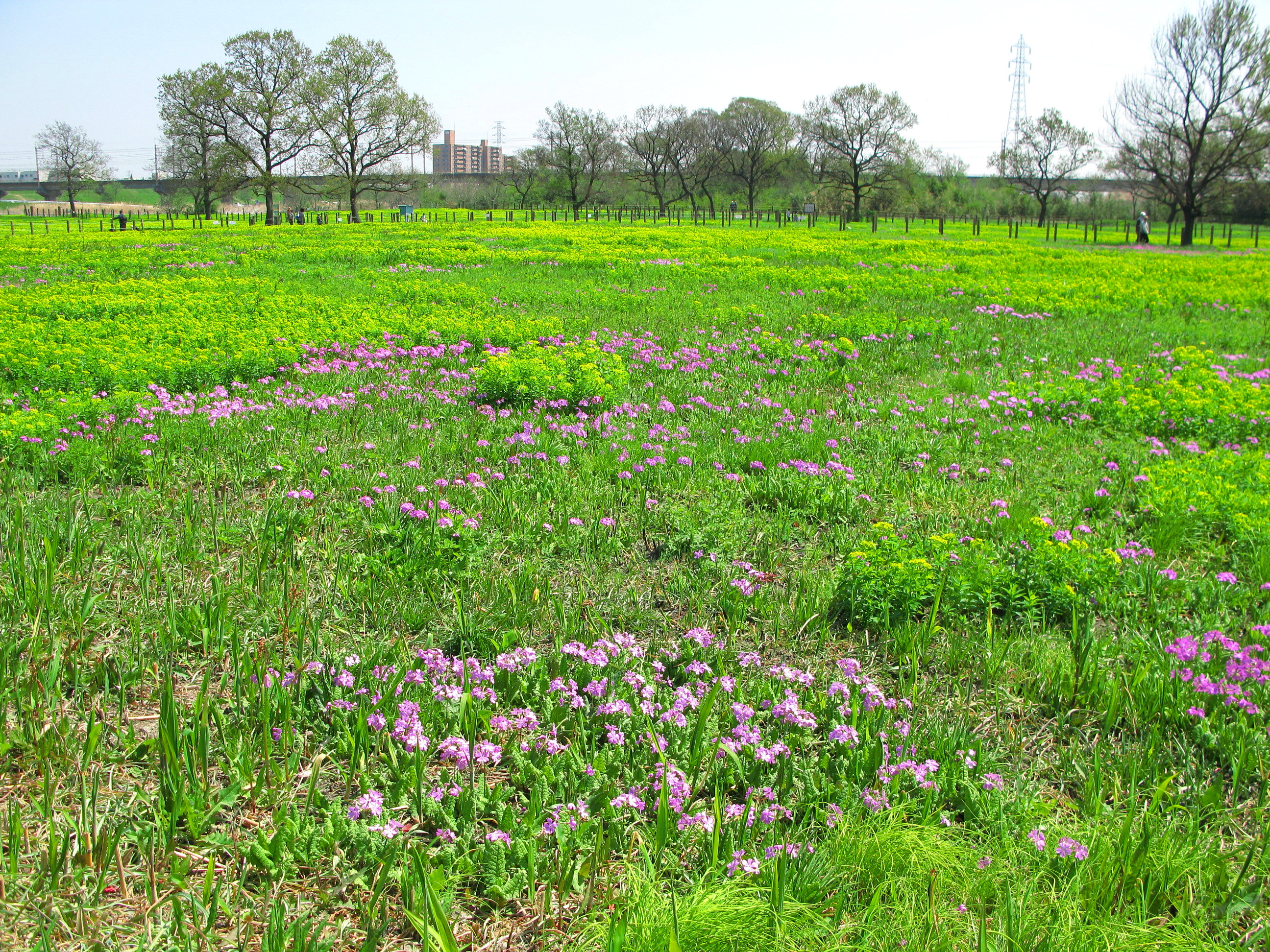
田島ヶ原サクラソウ自生地

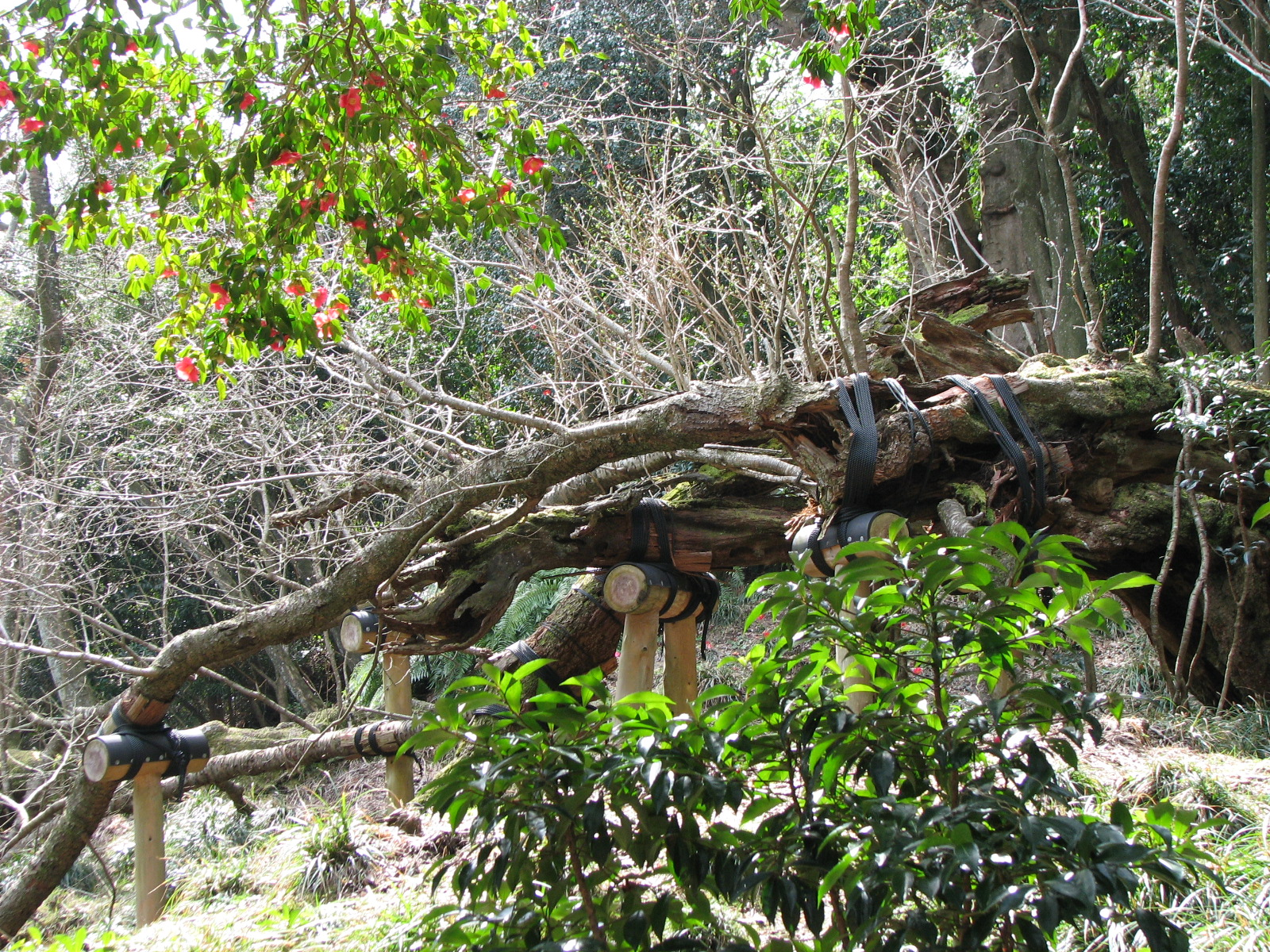
大島のサクラ株

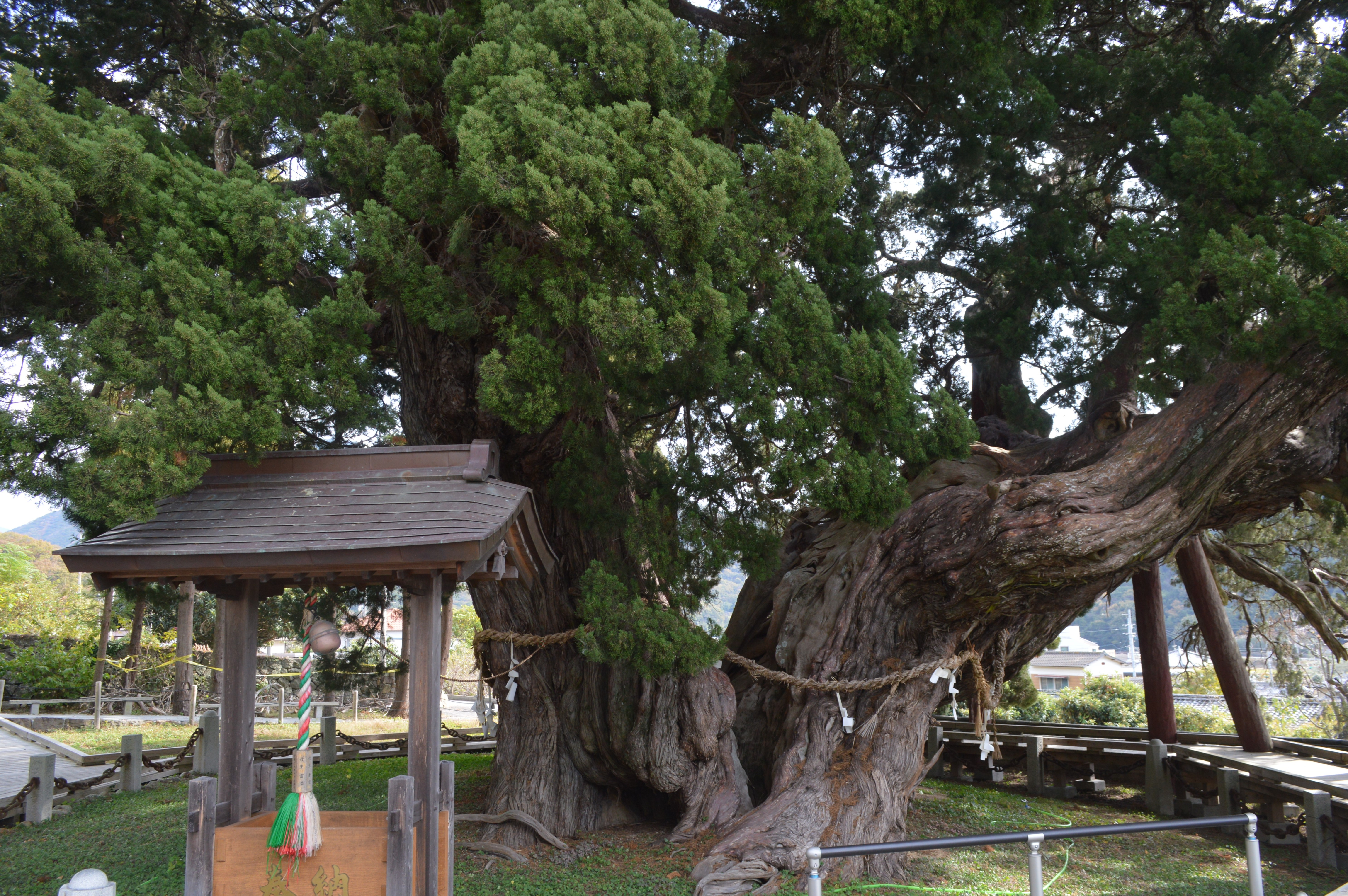
宝生院のシンパク

植物では、30件が特別天然記念物に指定されている。
- 阿寒湖のマリモ : 北海道
- 野幌原始林 : 北海道
- アポイ岳高山植物群落 : 北海道
- 早池峰山および薬師岳の高山帯・森林植物群落 : 岩手県
- 羽黒山のスギ並木 : 山形県
- 東根の大ケヤキ : 山形県
- コウシンソウ自生地 : 栃木県
- 日光杉並木街道 附 並木寄進碑 : 栃木県
- 田島ヶ原サクラソウ自生地 : 埼玉県
- 牛島のフジ : 埼玉県
- 大島のサクラ株 : 東京都
- 白馬連山高山植物帯 : 長野県・新潟県・富山県
- 狩宿の下馬ザクラ : 静岡県
- 石徹白のスギ : 岐阜県
- 春日山原始林 : 奈良県
- 大山のダイセンキャラボク純林 : 鳥取県
- 加茂の大クス: 徳島県
- 宝生院のシンパク : 香川県
- 杉の大スギ : 高知県
- 古処山ツゲ原始林 : 福岡県
- 立花山クスノキ原始林 : 福岡県
- 相良のアイラトビカズラ : 熊本県
- 青島亜熱帯性植物群落 : 宮崎県
- 都井岬ソテツ自生地 : 宮崎県
- 内海のヤッコソウ発生地 : 宮崎県
- 喜入のリュウキュウコウガイ産地 : 鹿児島県
- 枇榔島亜熱帯性植物群落 : 鹿児島県
- 蒲生のクス : 鹿児島県
- 鹿児島県のソテツ自生地 : 鹿児島県
- 屋久島スギ原始林 : 鹿児島県

#### 地質・鉱物

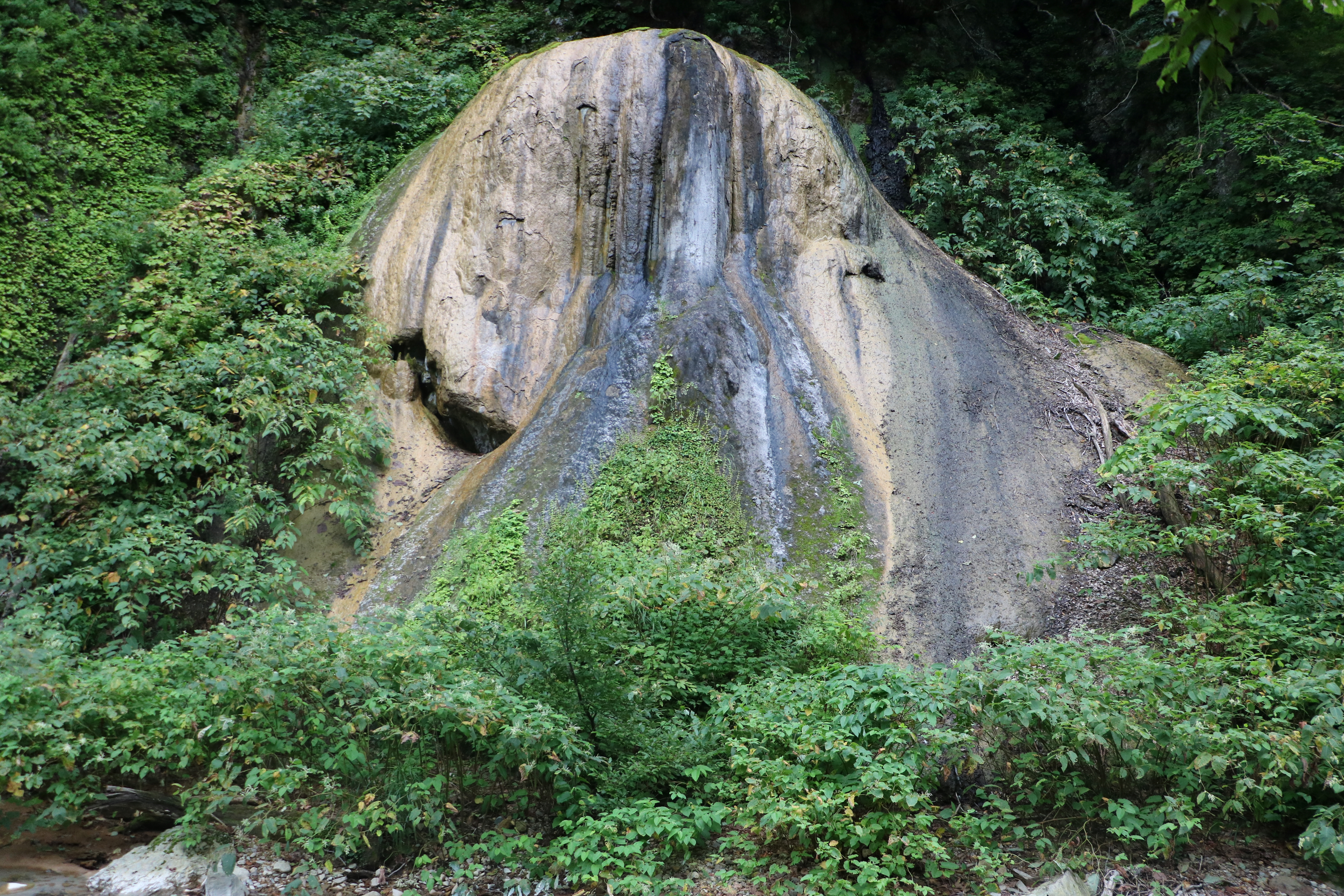
夏油温泉の石灰華

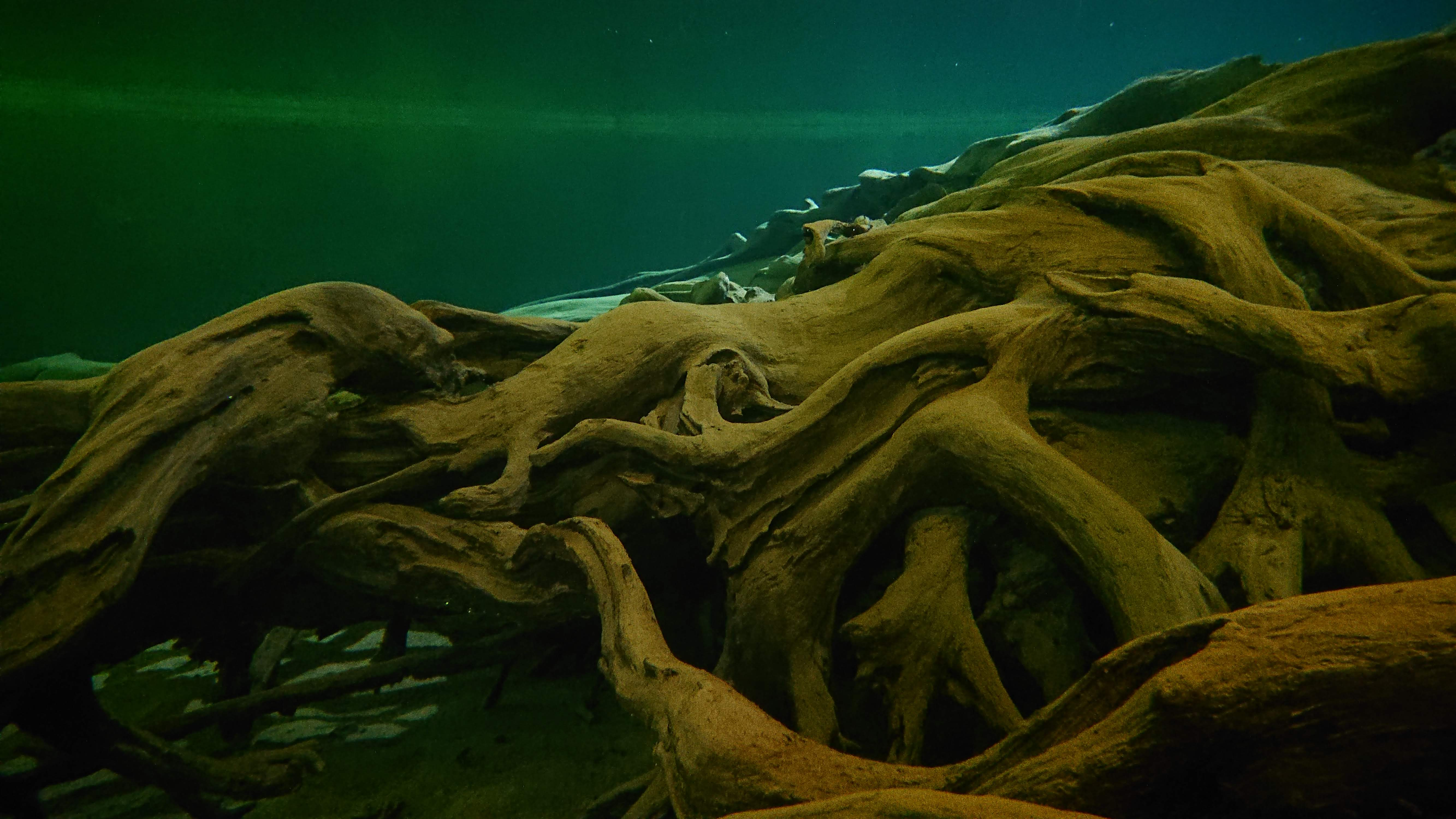
魚津埋没林

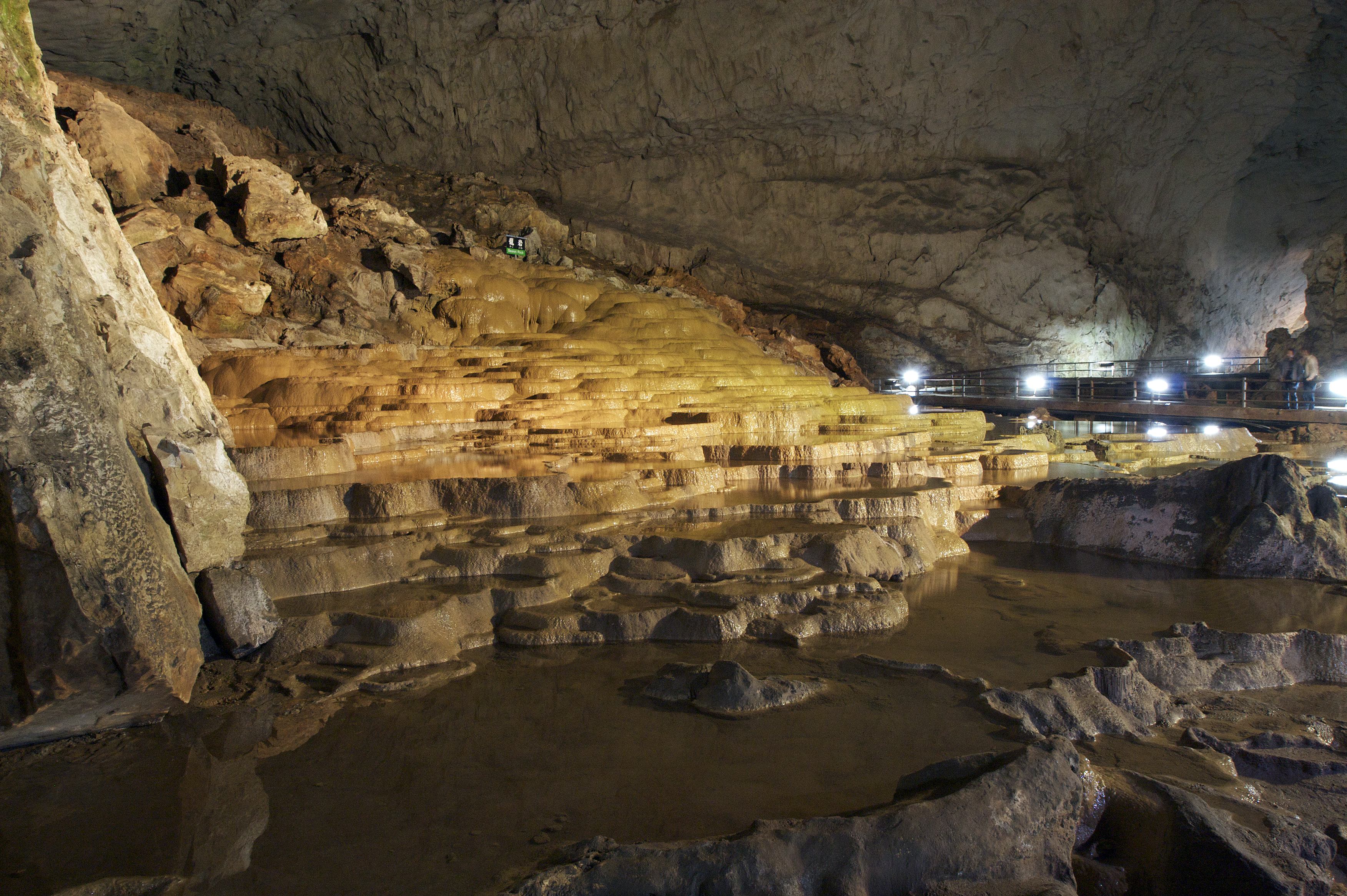
秋芳洞の千枚田

地質・鉱物では、20件が特別天然記念物に指定されている。
- 昭和新山：北海道
- 夏油温泉の石灰華 : 岩手県
- 焼走り熔岩流 : 岩手県
- 根反の大珪化木 : 岩手県
- 玉川温泉の北投石 : 秋田県
- 鬼首の雌釜および雄釜間歇温泉 : 宮城県
- 浅間山熔岩樹型 : 群馬県
- 御岳の鏡岩 : 埼玉県
- 魚津埋没林 : 富山県
- 薬師岳の圏谷群：富山県
- 岩間の噴泉塔群：石川県
- 鳴沢熔岩樹型 : 山梨県
- 白骨温泉の噴湯丘と球状石灰石 : 長野県
- 根尾谷断層 : 岐阜県
- 根尾谷の菊花石 : 岐阜県
- 湧玉池 : 静岡県
- 大根島の熔岩隧道 : 島根県
- 秋芳洞 : 山口県
- 秋吉台 : 山口県
- 八釜の甌穴群 : 愛媛県

#### 天然保護区域

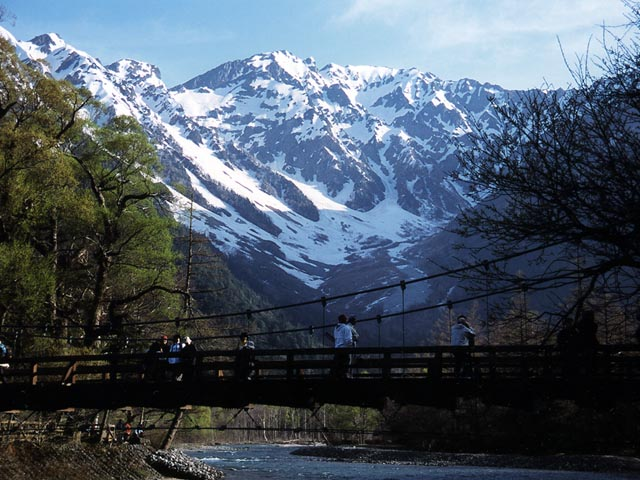
上高地

天然保護区域では、4件が特別天然記念物に指定されている。
- 大雪山 : 北海道
- 尾瀬 : 福島県・群馬県・新潟県
- 黒部峡谷附猿飛ならびに奥鐘山 : 富山県
- 上高地 : 長野県

#### 過去に指定されていた事例
2021年（令和3年）2月時点で、特別天然記念物での指定解除事例は1件のみである。
- 野田のサギおよびその繁殖地 : 埼玉県 - 1984年（昭和59年）指定解除。周囲の都市化によりサギが消滅、特別天然記念物で唯一の解除事例である。

### 地方自治体指定の天然記念物
国が指定するもののほかに、都道府県や市区町村においても天然記念物を指定することができる。これらは各地方自治体の文化財保護条例に基づいており、各教育委員会が編集している文化財目録などで確認することができる。また、1976年に長野県で県の天然記念物に指定されたハクビシンのように途中で解除（1995年）される場合もある。

## 日本国外における天然記念物

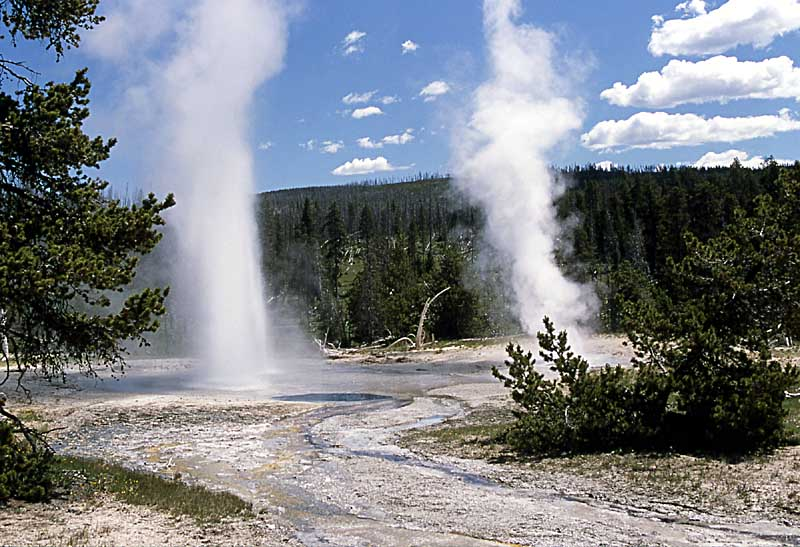
イエローストーン国立公園
（最初のアメリカ合衆国国立公園）

日本国外における天然記念物制度は、日本の制度と異なることが多い。日本では種や個体を対象とすることが多いが、アメリカなどの欧米諸国ではNational Park（国立公園）として地域指定したものを天然記念物としてとらえている。また、日本の国立公園制度では保護・保全だけでなく利用も目的としているが、欧米諸国の国立公園制度では保護・保全を重点的に考えている。また、国際自然保護連合（IUCN）は自然の保護地域（Protected Area）を分類・定義しているが、カテゴリーIIIを天然記念物とし、その定義を『1つまたはそれ以上の特定の自然や自然文化的特徴を含んだ地域であり、元来の希少性、代表性、美的資質、文化的重要性の観点から、顕著で、類例のない価値を持っているもの。』としている。これも天然記念物を地域としてとらえている一例である。
アメリカ合衆国の天然記念物

韓国・北朝鮮の天然記念物
韓国と北朝鮮では、第二次世界大戦前の日本統治時代に天然記念物の制度が整備され、現在も両国によって指定・運営が継続されている。
ドイツの天然記念物

スイスの天然記念物